# HMS Seadog (P216)
Le HMS Seadog (numéro de coque P216) est un sous-marin de la troisième série d'unités de la classe S, construit pour la Royal Navy pendant la Seconde Guerre mondiale par Cammell Laird Shipyard à Birkenhead en Angleterre.

## Conception et description

Schéma d'un sous-marin de classe S.

Les sous-marins de la classe S ont été conçus pour patrouiller dans les eaux resserrées de la mer du Nord et de la mer Méditerranée. Les sous-marins de la troisième série de cette classe étaient légèrement plus grands et améliorés par rapport à la série précédente. Ces sous-marins avaient une longueur hors tout de 66,1 mètres, une largeur de 7,2 m et un tirant d'eau de 4,5 m. Leur déplacement était de 879 tonnes en surface et 1 006 tonnes en immersion. Les sous-marins de la classe S avaient un équipage de 48 officiers et matelots. Ils pouvaient plonger jusqu'à la profondeur de 90 m.
Pour la navigation en surface, ces navires étaient propulsés par deux moteurs Diesel de 950 ch (708 kW), chacun entraînant un arbre et une hélice distincte. En immersion, les hélices étaient entraînées par un moteur électrique de 650 ch (485 kW). Ils pouvaient atteindre 15 nœuds (28 km/h) en surface et 10 nœuds (19 km/h) en plongée. Les sous-marins de la troisième série avaient une autonomie en surface de 6 000 milles marins (11 000 km) à 10 nœuds (19 km/h), et en plongée de 120 milles (220 km) à 3 nœuds (5,6 km/h).
Ces navires étaient armés de sept tubes lance-torpilles de 21 pouces (533 mm). Une demi-douzaine de ces tubes étaient à l'avant, et il y avait un tube externe à l'arrière. Ils transportaient six torpilles de rechange pour les tubes d'étrave, et un total de treize torpilles. Douze mines pouvaient être transportées à la place des torpilles stockées à l’intérieur. Ils étaient également armés d'un canon de pont de 3 pouces (76 mm). Les navires du troisième groupe de la classe S étaient équipés d’un système ASDIC de type 129AR ou 138 et d'un radar d'alerte précoce de type 291 ou 291 W.

## Construction et carrière
Commandé le 4 avril 1940 dans le cadre du programme de construction de 1940, le HMS Seadog est mis sur cale aux Cammell Laird Shipyard à Birkenhead en Angleterre le 31 décembre 1940, lancé le 11 juin 1942. Le 22 septembre 1942, le Seadog, sous le commandement du lieutenant Anthony Daniel, quitte les chantiers naval pour se rendre à Holy Loch, où il a été mis en service pour la Royal Navy le 24 septembre 1942,.
Entre novembre 1942 et février 1943, le Seadog effectue trois patrouilles au large de la Norvège, protégeant les convois arctiques à destination et en provenance du nord de la Russie, mais ne repère pas de cibles potentielles. Après sa première patrouille, le sous-marin est commandé par Desmond Martin. Au retour de ces opérations, le sous-marin s'amarre à Ardrossan pour y faire ajouter un canon antiaérien léger Oerlikon de 20 millimètres à l'arrière de la tour de contrôle (kiosque) et y installer des équipements supplémentaires.
Après son carénage, le Seadog quitte le port le 2 juin 1943 pour une patrouille anti-sous-marine dans les eaux arctiques, au large de la Norvège. Après quatre jours en mer, il aperçoit un sous-marin allemand de type IX, probablement le sous-marin (U-Boot) U-536, mais il plonge avant que les torpilles puissent être lancées. Le 10 juin, le Seadog obtient un contact ASDIC avec un sous-marin et lance à l'aveugle une torpille dans sa direction, mais le manque; il s'agit peut-être du sous-marin allemand U-417, qui est coulé le lendemain par un avion. Le Seadog revient de patrouille le 18 juin.
Le sous-marin effectue une autre patrouille dans l'Arctique, participant à l'opération Corncrake, ramassant des commandos norvégiens sur l'île de Spitzberg, et manque un autre sous-marin allemand. Le Seadog commence une autre patrouille anti-sous-marine le 3 août, cette fois dans le Golfe de Gascogne. Le 13 août, le sous-marin arraisonne le petit bateau de pêche français Saint Moquet, interroge son équipage et examine ses papiers. Après ces vérifications, le sous-marin relâche le navire et reçoit 12 thons, qui "font un bon repas". Le sous-marin rentre ensuite en Angleterre le 17 août.
Entre mi-septembre et début décembre 1943, le Seadog effectue trois patrouilles au large de la Norvège, mais ne parvient pas à repérer les cibles; lors de la première, il débarque une force de secours sur le Spitzberg. Le sous-marin part pour une autre patrouille le 24 décembre, opérant au large de Stadlandet, en Norvège, et a plus de chance: après quatre jours en mer, il coule le transport allemand Oldenburg avec une salve complète de six torpilles; une contre-attaque de grenades sous-marines par l'escorte du navire suit, mais ne cause pas de dommages. À court de torpilles, le sous-marin revient à Lerwick, le 4 janvier 1944.

### Extrême-Orient
Après deux autres patrouilles dans le Nord, le Seadog est redéployé en Extrême-Orient, en passant par Gibraltar, Malte et le canal de Suez. Il arrive à Trincomalee sur l'île de Ceylan, le 17 janvier 1945, après quoi il suit un bref entraînement. Un mois plus tard, le sous-marin part en patrouille dans le golfe du Bengale. Le 26 février, il sauve quatre aviateurs américains dans le golfe du Bengale, et rejoint un Consolidated PBY Catalina pour les transférer. Le Seadog est ensuite endommagé par des tirs d'armes à feu et a peut-être détruit un navire de commerce côtier japonais le 6 mars, avant de rentrer au port le 12 mars.
Lors de sa patrouille suivante, le sous-marin coule un caboteur avec des torpilles au large d'Ulèë Lheuë, Sumatra, et un voilier près de Sigli. Après une patrouille sans incident dans le détroit de Malacca, le Seadog commence une autre patrouille dans la région, avec le HMS Shalimar, le 18 juillet. Les 24 et 26 juillet, il coule deux voiliers japonais, et le lendemain, il attaque et détruit une péniche de débarquement de chars japonaise avec le Shalimar. On rapporte également que le Seadog a coulé le minéralier japonais Kuroshio No. 1 le 27 juillet, mais cela n'est pas mentionné dans le journal de bord du sous-marin. Après avoir coulé un autre voilier dans la soirée, les deux sous-marins ont ensuite coulé deux caboteurs, une barge, deux voiliers et un remorqueur, tous avec leurs canons de pont, avant de rentrer au port le 12 août. Trois jours plus tard, l'empire du Japon annonça sa reddition, et le Seadog est renvoyé en Grande-Bretagne, en passant par Suez et Gibraltar, et arrive le 18 octobre.

### Après-guerre
Après la guerre, le Seadog est placé en réserve, puis est vendu à la ferraille le 24 décembre 1947. Il est démantelé à Troon, en Écosse, en août 1948.

## Palmarès
Au cours de son service dans la Royal Navy, le Seadog a coulé 13 navires pour un total confirmé de 8 537 tonneaux de jauge brute (TJB), plus un nombre estimé de 870 TJB de petits navires japonais.
| Date             | Nom du navire                           | Tonnage | Nationalité     | Destin et position                                                                  |
| ---------------- | --------------------------------------- | ------- | --------------- | ----------------------------------------------------------------------------------- |
| 28 décembre 1943 | Oldenburg                               | 8 537   | Allemagne nazie | Torpillé et coulé au 62° 15′ N, 5° 09′ E                                            |
| 18 mai 1945      | Inconnu                                 | ~300    | Empire du Japon | Torpillé et coulé au large de Ulèë Lheuë, Sumatra                                   |
| 20 mai 1945      | Inconnu                                 | -       | Empire du Japon | Coulé au canon au large de Sigli, Sumatra                                           |
| 24 juillet 1945  | Inconnu                                 | ~50     | Empire du Japon | Coulé au canon au 3° 39′ N, 100° 37′ E                                              |
| 26 juillet 1945  | Inconnu                                 | -       | Empire du Japon | Coulé avec des charges de démolition au large du Cape Rachado, Malaisie britannique |
| 27 juillet 1945  | Inconnu navire de débarquement de chars | -       | Empire du Japon | Coulé au canon au 2° 22′ N, 101° 51′ E, en liaison avec HMS Shalimar (P242)         |
| 27 juillet 1945  | Inconnu                                 | ~20     | Empire du Japon | Coulé au canon au large de Cape Rachado, Malaisie britannique                       |
| 29 juillet 1945  | Inconnu                                 | ~80     | Empire du Japon | Coulé avec des charges de démolition près de l'embouchure de la rivière Malacca     |
| 1er août 1945    | Inconnu                                 | -       | Empire du Japon | Coulé au canon près du 3° 06′ N, 99° 58′ E, en liaison avec le Shalimar             |
| 2 août 1945      | Inconnu                                 | -       | Empire du Japon | Coulé au canon près de the Malacca River, en liaison avec le Shalimar               |
| 2 août 1945      | Inconnu                                 | -       | Empire du Japon | Coulé au canon près de the Malacca River, en liaison avec le Shalimar               |
| 5 août 1945      | Inconnu                                 | ~300    | Empire du Japon | Coulé au canon près de Malacca                                                      |
| 5 août 1945      | Inconnu                                 | ~120    | Empire du Japon | Coulé au canon près de Malacca                                                      |

## Commandants
- Lieutenant (Lt.) Anthony Robert Daniell (RN) de août 1942 au 4 décembre 1942.
- Lieutenant (Lt.) Desmond Samuel Royce Martin (RN) du 4 décembre 1942 au 18 mars 1943.
- Lieutenant (Lt.) Kenneth Steele Renshaw (RNR) du 18 mars 1943 au 23 mars 1943.
- Lieutenant (Lt.) Clifford Raymond Pell (RN) du 23 mars 1943 à février 1944?
- Lieutenant (Lt.) Samuel Stanley Brooks (RN) de février 1944? au 30 juillet 1944?
- Lieutenant (Lt.) Edward Ashley Hobson (RN) du 30 juillet 1944? au 8 novembre 1945.

Notes: RN = Royal Navy - RNR = Royal Naval Reserve